# Регіна (сингл)
«Регіна» — сингл українського гурту FRANCO, випущений у 2015 році. Пісня записана влітку 2015-го під час сесій для нового альбому групи.

## Реліз синглу
2 листопада на офіційному каналі групи в YouTube, з'явився відео-тизер до синглу. А вже 6 листопада на сайті групи була представлена сама пісня з можливістю безкоштовного завантаження.

## Учасники запису
1. Валентин Федишен — вокал, клавішні, бек-вокал, музика, тексти
2. Ілля Сидоренко — гітара, бек-вокал
3. Варвара Зюзь — бас
4. Ігор Труш — барабани

## Цікаві факти
- На обкладинці альбому один з ангарів поблизу Арт-заводу Платформа у Києві.
- Сукня належить акторці, що знялась у кліпі «Регіна».
- Партію гітари до пісні записав колишній (на момент виходу синглу) гітарист групи Ілля Сидоренко.